# Rhachoepalpus nitidus
Rhachoepalpus nitidus là một loài ruồi trong họ Tachinidae.